# Linie následnictví mexického trůnu
Následnictví mexického trůnu probíhalo v době existence monarchie podle mužské (kognatické) primogenitury, tj. trůn dědí nejstarší syn císaře (dědice trůnu), popř. vnuk, poté mladší synové či vnuci a poté nejstarší dcera a poté mladší dcery. Jde o podobný systém následnictví trůnu jako používají např. v Monaku, Španělsku, Thajsku a dříve v Portugalsku nebo Řecku. Od zrušení monarchie se tento následnický systém používá k určení pretendenta trůnu a hlavy císařské rodiny, kterou je aktuálně Maxmilián Götzen-Iturbide.

## Současná linie následnictví
Linie následnictví mexického trůnu je následující:
- JCV císař Agustín I. (1783–1824)
  - Salvador Iturbide (1820–1856)
    - Salvador Iturbide (1849–1895)
      - Marie Josefa Sofie Iturbide (1872–1949)
        - Marie Gisela Tunkl-Iturbide (1912–1999)
          - (1) Maxmilián Götzen-Iturbide (*1944)
            - (2) Ferdinand von Götzen-Iturbide (*1992)
            - (3) Emmanuella von Götzen-Iturbide (*1998)

          - (4) Emmanuella von Götzen-Iturbide (*1945)
            - (5) Nicholas McAulay (*1970)
            - (6) Edward McAulay (*1973)
            - (7) Augustin McAulay (*1977)
            - (8) Patrick McAulay (*1979)
            - (9) Phillip McAulay (*1981)
            - (10) Camilla McAulay (*1982)
            - (11) Gisella McAulay (*1985)